# Porsche Panamericana
Pour les articles homonymes, voir Porsche et Panamericana.
La Porsche Panamericana est une voiture de sport concept car GT du constructeur automobile allemand Porsche, présentée au salon de l'automobile de Francfort 1989.

## Histoire
Ce concept car est créé par les concepteurs-designers Porsche Harm Lagaay, et Ulrich Bez à titre de pré-étude de style de leur prochaine Porsche 911 (993) de 1993, et de cadeau d'anniversaire des 80 ans de Ferry Porsche. 

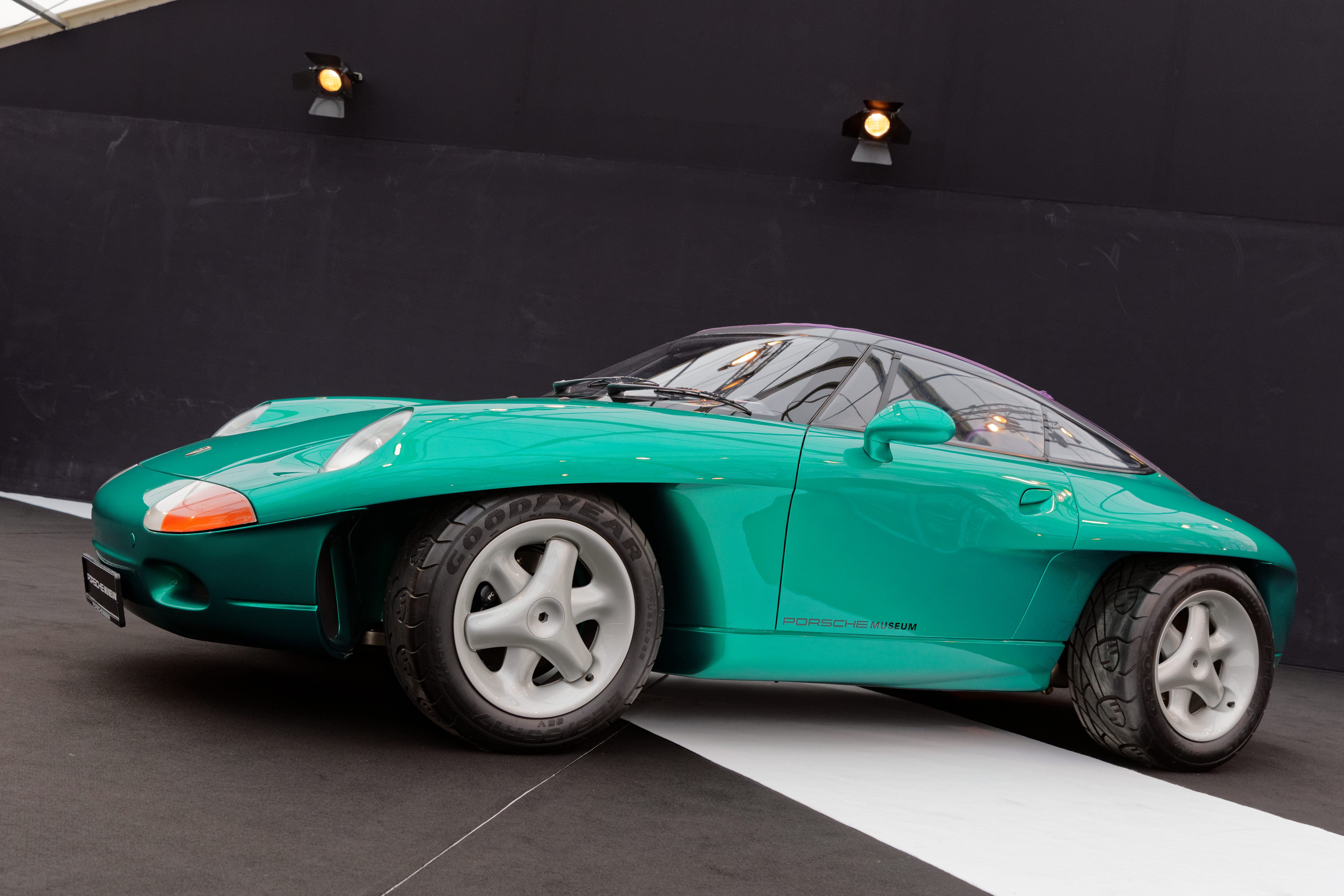
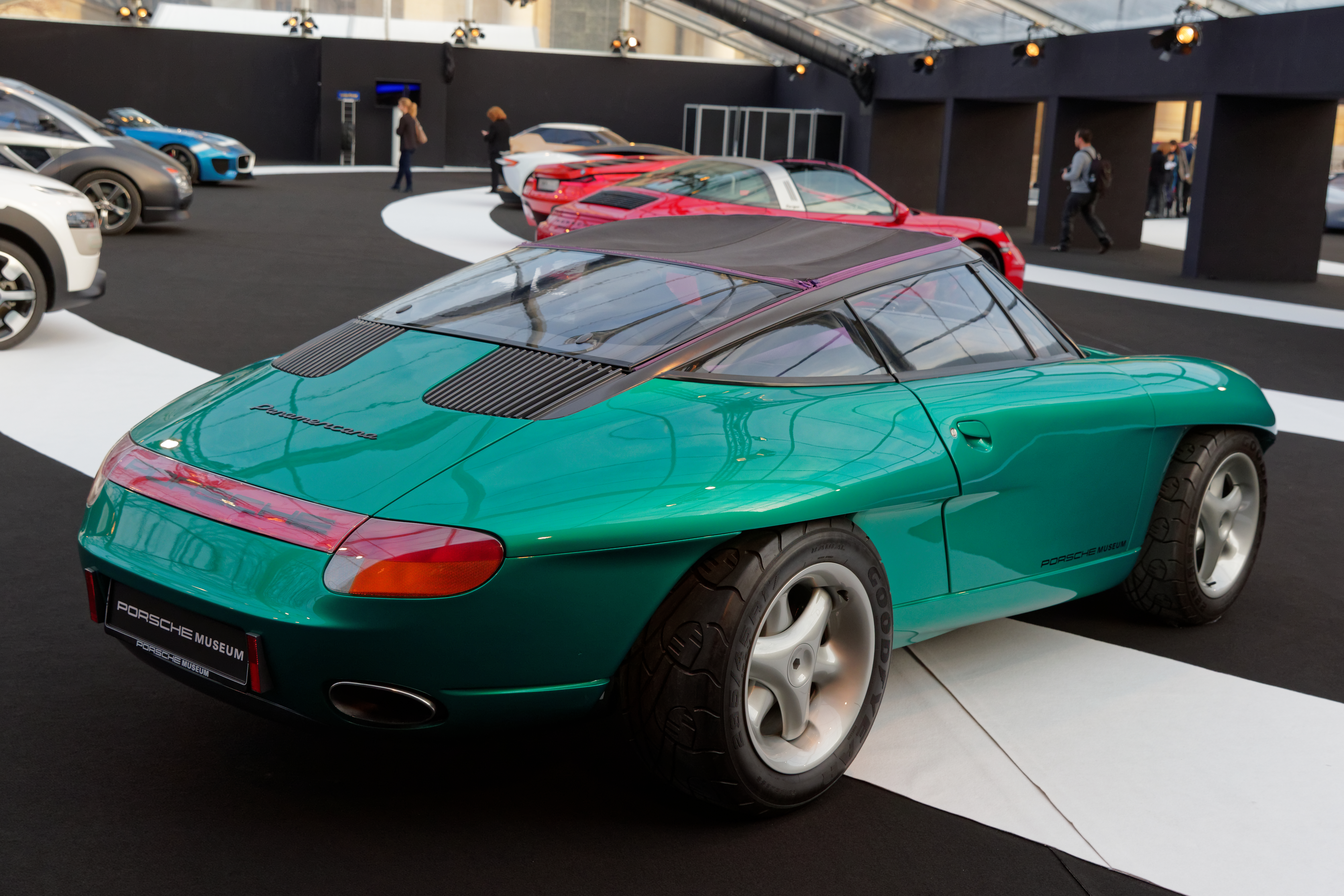

Elle est nommée en hommage à la course Carrera Panamericana du Mexique des années 1950 (une des courses d'endurance les plus exigeantes au monde, qui donne également son nom aux Porsche Carrera,). 

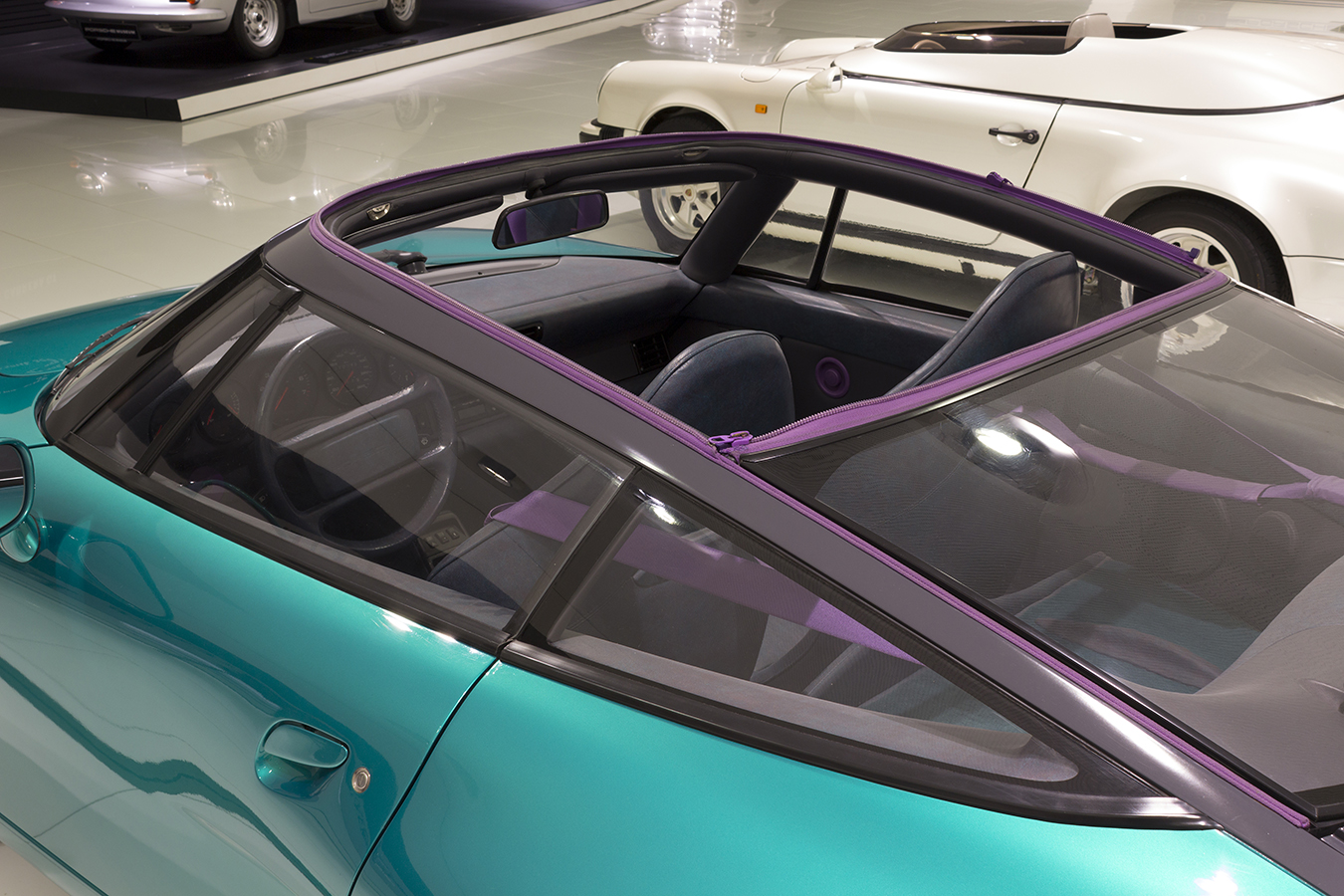
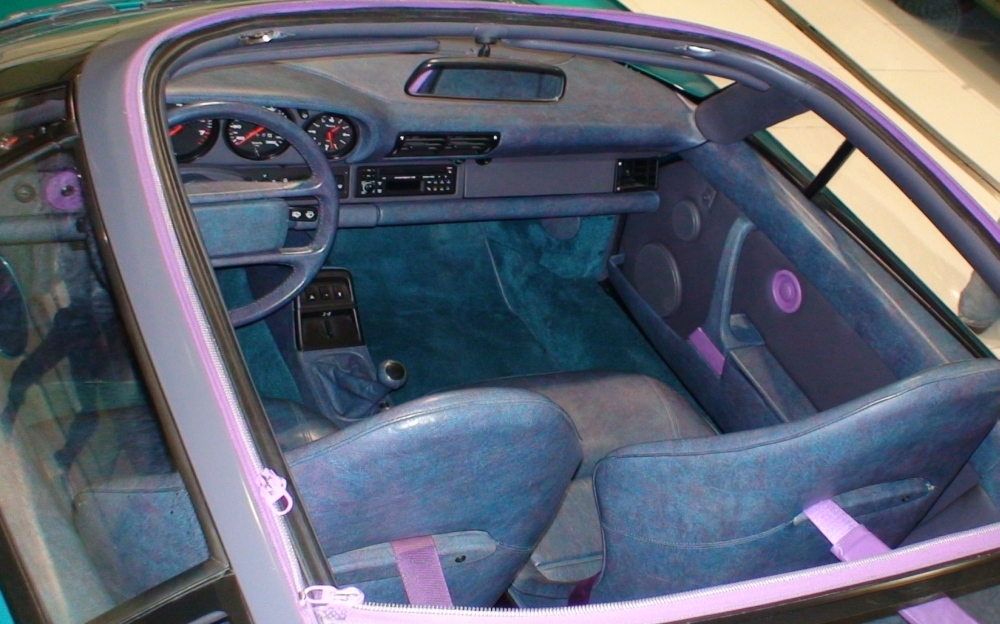

Elle est construite en plastique et fibre de carbone sur un châssis-moteur de Porsche 911 (964) de 1989, dont elle reprend le moteur Boxer Porsche 6 cylindres (en) de 3,6 L, avec un design inspiré des Porsche 550 (de la Carrera Panamericana), Porsche 911 Targa-cabriolet, Porsche Boxster, et Buggy 4x4...
Deux modèles ont été fabriqués : un exposé au Porsche Museum de Stuttgart, et un offert à Ferry Porsche pour ses 80 ans.    